# Berk Bakioğlu
Berk Bakioğlu (* 1999 in Istanbul) ist ein türkischer Schauspieler.

## Biografie
Bakioğlu wuchs in Istanbul auf. Sein Debüt gab er 2019 in der Fernsehserie Sevdim Seni Bir Kere. Von 2020 und 2021 bekam er in Anneler eine Hauptrolle. Anschließend spielte er 2022 in Hicran mit. Außerdem wurde er 2023 für den Film Roza gecastet. Seit 2023 ist Bakioğlu in Kardeşlerim zu sehen.
Neben Türkisch spricht er noch Englisch und  Lasisch.

## Filmografie
Filme
- 2023: Roza

Serien
- 2019–2020: Sevdim Seni Bir Kere
- 2020–2021: Anneler
- 2022–2023: Hicran
- seit 2023: Kardeşlerim